# Vševily
Vševily är en ort i Tjeckien.   Den ligger i regionen Mellersta Böhmen, i den centrala delen av landet, 70 km sydväst om huvudstaden Prag. Vševily ligger 580 meter över havet och antalet invånare är 114.
Terrängen runt Vševily är platt åt sydost, men åt nordväst är den kuperad. Runt Vševily är det ganska tätbefolkat, med 120 invånare per kvadratkilometer. Närmaste större samhälle är Příbram, 16,6 km nordost om Vševily. Trakten runt Vševily består till största delen av jordbruksmark.